# Tommy Svensson
Leif Tommy Svensson (Växjö, 1945. március 4. –) svéd edző, korábbi válogatott labdarúgó.
Játékos pályafutását az Östers IF illetve a belga Standard Liège csapataiban töltötte. Edzőként az Östers-t és a norvég Tromsø-t irányította. Előbbivel három bajnoki címet és egy kupagyőzelmet szerzett.
A svéd válogatott szövetségi kapitánya volt 1991 és 1997 között. Az 1992-es Európa és az 1994-es világbajnokságon bronzéremig vezette a válogatottat.

## Sikerei, díjai

### Játékosként
Östers
- Svéd bajnok (1): 1968
- Svéd kupagyőztes (1): 1976–77

### Edzőként
Östers
- Svéd bajnok (3): 1978, 1980, 1981

Svédország
- Világbajnoki bronzérmes (1): 1994
- Európa-bajnoki harmadik helyezett (1): 1992